# Mohlsdorf
Mohlsdorf is een ortsteil in de landgemeente Mohlsdorf-Teichwolframsdorf in de deelstaat Thüringen. Tot 1 december 2011 was Mohlsdorf een zelfstandige gemeente.